# Brandon Bryant
Pour les articles homonymes, voir Bryant.
Brandon Bryant, né le 18 novembre 1985 à Missoula dans le Montana, est un lanceur d'alerte américain. De 2006 à 2011, il a été opérateur de caméras de drones pour l'United States Air Force. Il avait pour mission de mener des assassinats ciblés.
Le 10 décembre 2012, le magazine allemand Der Spiegel a écrit un sujet sur lui, son travail et le stress post-traumatique dont il a été victime,.
Il a reçu le prix du lanceur d'alerte de la Vereinigung Deutscher Wissenschaftler (en) en 2015.
Le film Good Kill d'Andrew Niccol est inspiré de son histoire.
Il a aussi inspiré une pièce de théâtre Pourquoi Jessica a-t-elle quitté Brandon ? d'Emmanuel De Candido et Pierre Solot, joué à l’atelier 210 à Etterbeek en Belgique.